# Santa Sofia d’Epiro
Santa Sofia d’Epiro község (comune) Olaszország Calabria régiójában, Cosenza megyében.

## Fekvése
A megye központi részén fekszik. Határai: Acri, Bisignano, San Demetrio Corone és Tarsia.

## Története
A települést a 16. században alapították Calabriában megtelepedő albánok, akiket a törökök űztek el országukból.

## Népessége
A népesség számának alakulása:

## Főbb látnivalói
- Sant’Atanasio il Grande-templom
- Santa Venere-templom
- Santa Sofia Martire-templom